# Левитация (психология)
Левитация в психологии — явление, при котором часть человеческого тела (обычно рука) начинает подниматься над опорой. Может возникать при гипнозе, а также при некоторых психических заболеваниях (шизофрения, истерия и т. д.). Существуют техники бессознательного подъёма рук, например, гипноза посредством левитации.